# 塞米納里 (密西西比州)
塞米納里（英語：Seminary）是位於美國密西西比州卡溫頓縣的城鎮。

## 人口
根據2020年美國人口普查的數據，塞米納里的面積為3.99平方千米，當中陸地面積為3.97平方千米，而水域面積為0.02平方千米。當地共有人口305人，而人口密度為每平方千米76人。